# France Life Imaging
 (juillet 2024).
France Life Imaging (FLI) est une Infrastructure Nationale en Biologie et Santé qui rassemble en un réseau coordonné plus de 35 plateformes d’imagerie in vivo pour la recherche biomédicale distribuées sur le territoire en France. Créée en 2012 et inscrite depuis 2016 sur la feuille de route nationale des Infrastructures établie par le Ministère de l’Enseignement Supérieur et de la Recherche, elle vise à doter les plateformes d’équipements d’imagerie de pointe pour la recherche et à maintenir au meilleur niveau les expertises en imagerie des chercheurs des laboratoires adossés.

## Histoire
La structuration de la recherche académique dans les différents pays de l’Union Européenne en matière de financement, de valorisation économique et de cloisonnement a été au cœur des préoccupations de la part de la Communauté européenne au début des années 2000.  Afin de doter l’UE d’une vision commune de la recherche à long-terme, un Espace européen de la recherche (EER) a été mis en place la même année par la Commission européenne combinant un « marché intérieur » européen de la recherche, une coordination des politiques au niveau européen et des initiatives conçues et financées par l’Union,. Cette réforme de l’Europe a mis en exergue cinq grandes priorités d’action dont la création et l’exploitation d’infrastructures de recherche majeures. Une infrastructure de recherche se caractérise par des installations, ressources ou services essentiels, uniques et d’envergure nationale voire européenne ou internationale, dont l’objet est de conduire et soutenir une activité de recherche d’excellence. Elle comprend des équipements scientifiques, des ressources telles que des collections, archives et données scientifiques, des services et infrastructures numériques, et tout autre outil essentiel pour soutenir une recherche et des innovations au meilleur niveau. Leur pilotage s’insère dans un contexte incluant les grands programmes internationaux, les infrastructures européennes et les infrastructures nationales.
En France, les Infrastructures Nationales dans le domaine de la Biologie-Santé (INBS) se sont structurées de manière cohérente avec la feuille de route européenne (ESFRI roadmap) afin de concevoir et de développer des infrastructures paneuropéennes et internationales. Elles bénéficient d’un financement pluriannuel dans le cadre des investissements d'avenir ou Programme d’investissements d’avenir (PIA) mis en place par l'État français à partir de 2010. La mise en place des infrastructures nationales dans les années 2010-2011 est le fruit d’un double constat, celui du recours de plus en plus indispensable des chercheurs à des plateformes de haute technicité (imagerie médicale, imagerie biologique, -omiques …) et celui du coût et de la complexité d’utilisation des équipements les plus innovants, coût et complexité tels que toute unité de recherche ne pouvait en disposer en propre. Cette nouvelle politique de soutien à la recherche et à l’innovation a permis la mise en place d’infrastructures de recherche comme le réseau harmonisé en imagerie biomédicale France Life Imaging (FLI), piloté par le CEA. Lauréat de l’appel à projet Investissements d’avenir « Infrastructure en Biologie et santé », il promeut depuis 2012 les technologies innovantes en imagerie biomédicale, les services associés et en facilite l’accès à tous les partenaires académiques, cliniques et industriels.

## Présentation et objectifs
France Life Imaging (FLI) est une infrastructure de recherche nationale créée en 2012 pour promouvoir la recherche et les technologies innovantes en imagerie préclinique et clinique, incluant l’archivage et le traitement des images. Elle fait partie des 23 lauréats de l’appel à projet du programme investissements d’Avenir (PIA) des infrastructures en biologie/santé (INBS) visant à accompagner efficacement les avancées de la recherche biomédicale. Ce réseau national harmonisé propose des installations et des services essentiels à la recherche dans de nombreuses disciplines d’envergure nationale. Forte de 40 plateformes coordonnées au niveau régional et national et de 160 équipements d’imagerie pour la recherche médicale, elle permet de faciliter l’accès à toutes les modalités d’imagerie médicale en tout point du territoire et à des technologies uniques. Sa gouvernance unifiée au niveau national permet également de maintenir les expertises des utilisateurs des plateformes au meilleur niveau par le financement de projets collaboratifs et le soutien aux dynamiques de réseau,.
Afin de mener à bien ses missions, FLI a reçu un financement de 43 790 000€ du Programme des Investissements d’Avenir entre juin 2012 et décembre 2024, financement opéré par l’Agence Nationale pour la Recherche, ANR (programme ANR-11-INBS-0006)».
Les missions de FLI sont les suivantes :
- coordonner les plateformes d’imagerie in vivo pour la recherche biomédicale distribuées sur le territoire afin de proposer un accès à des équipements d’imagerie de pointe vis-à-vis de la compétition internationale et de toutes modalités aux chercheurs, académiques et industriels, au plus près de leur laboratoire[11];
- proposer des services pour le stockage, l’analyse des images et l’ouverture des données d’imagerie pour la communauté[11];
- renforcer l’expertise des laboratoires de recherche en imagerie dans quatre domaines clés de la recherche en imagerie (agents d’imagerie, instrumentation et innovation technologique, imagerie interventionnelle, traitement des données multimodales)[11];
- proposer des formations adaptées aux besoins des personnels des plateformes[11];
- proposer aux décideurs une feuille de route du domaine avec un plan stratégique d’équipement depuis 2018[11].

## Offre de service
L'infrastructure France Life Imaging a organisé l’animation scientifique dans cinq domaines clef de l’innovation en imagerie médicale. Cette répartition thématique reprend le concept de « work package » qui consiste à découper son projet en différentes activités.
L’animation scientifique dans ces domaines est organisée par des réseaux d’expertises qui rassemblent les représentants des unités de recherche experts dans ces domaines, qu’ils appartiennent ou non à des plateformes de FLI. Les 5 réseaux d'expertise thématiques de FLI sont répartis de la façon suivante, :
- RE1 : agents d'imagerie moléculaire ;
- RE2 : instrumentation et innovations technologiques ;
- RE3 : imagerie interventionnelle ;
- RE4 : traitement et analyse en imagerie multimodale ;
- RE5 : formation.

Cette organisation en réseaux thématiques permet à FLI de couvrir tout le spectre de la recherche en imagerie in vivo et de rassembler largement les unités de recherche en imagerie du territoire.  
L’offre de service de FLI se décline autour d’un accès privilégié aux équipements de ses plateformes régionales, d’un accompagnement dans le montage de partenariats de recherche avec les laboratoires associés et de formations aux différents aspects de l’imagerie in vivo. Le réseau formation de FLI favorise notamment les échanges entre étudiants dans le domaine de l'imagerie médicale et apporte son soutien à l'organisation d'évènements annuels du réseau français des jeunes scientifiques en imagerie "FINYS".  Les plateformes, lieux privilégiés de la recherche en imagerie constituent le cœur du réseau FLI. Le réseau. Plus de 160 équipements d’imagerie sont ainsi disponibles au sein des plateformes du réseau, consacrés pour deux tiers à l’imagerie préclinique et pour un tiers à l’imagerie clinique.
Les réseaux d’expertise permettent de maintenir au meilleur niveau les expertises et savoir-faire des plateformes et des laboratoires de recherche.

### Équipements
FLI permet de répertorier, de financer et de faciliter l’accès à des systèmes d’imagerie avancée en peu d’exemplaire ou quasi unique pour tous les partenaires, comme la Tomodensitométrie à comptage photonique, l’IRM clinique à 7 Teslas, le TEP-IRM, l’échographie haute résolution spatiale et temporelle (Fonctionnal Ultrasound).

### Publications
L’essentiel des publications issues de projets utilisant l’infrastructure est en accès ouvert. Les codes sources produits par l’infrastructure pour la gestion et l’analyse des images sont ouverts sur une forge logicielle. Les données validées et décrites sont publiées sur un entrepôt de données.

### Réseaux connexes
- Forceimaging était un réseau harmonisé de services d’imagerie pour la recherche clinique en France. L’objectif de cette initiative était de structurer les plateformes d’imagerie afin qu’elles puissent répondre aux critères actuels d’assurance qualité, et de les fédérer au niveau national afin de répondre à toute demande d’étude clinique multicentrique[23];
- Réseau d’Entraide Multicentrique en IRM (REMI) est un réseau collaboratif et académique qui a pour objectif de fédérer les personnes francophones travaillant en IRM dans des EPST, et qui vise à améliorer la qualité globale de la recherche en IRM[24];
- Small Animal Imaging Network (SAIN) regroupe au niveau national des scientifiques impliqués dans l’imagerie du petit animal, et organise des séminaires avancés en imagerie in vivo du petit animal (SAIPAs)[25];
- French Imaging Network of young Scientists (FINYS) est un réseau français des jeunes acteurs de l’imagerie issu du réseau formation de FLI (RE5).  Reconnu au niveau européen comme young ESMI group, il organise des rencontres « Pint of Science », des e-Apéros, conférences sur le thème de l’imagerie[26];
- French Ultra-High Field MRI Network (FUN) est un réseau français académique pour les IRM à ultra haut champ magnétique (UHF, avec un champ magnétique statique B0 ≥ 7T) destinées à l’exploration du corps humain. Il a pour objectif de fédérer les différents acteurs du domaine et à stimuler les échanges collaboratifs entre les sites disposant de tels appareils[27].

## Gouvernance
FLI est coordonnée au niveau national par le CEA sur le campus du CEA Paris-Saclay, et repose sur un mode de gouvernance distribué. L’organisme travaille conjointement avec différentes tutelles partenaires dont les universités Paris-Saclay, Grenoble Alpes, Aix-Marseille Université, Claude Bernard Lyon I, Paris Cité, Paul Sabatier-Toulouse III, les universités de Bordeaux, de Montpellier, de Nancy, de Nantes, de Rennes et de Strasbourg ainsi que les principaux organismes de recherche, INSERM, CNRS et INRIA.
Son offre de service se structure autour des équipements d’imagerie et des expertises spécifiques de 9 hubs nœuds régionaux :
- FLI Paris Sud[28] ;
- FLI Paris Centre[29] ;
- FLI Bordeaux[30] ;
- FLI Grenoble[31] ;
- FLI Lyon[32] ;
- FLI Marseille[33] ;
- FLI Grand Ouest ;
- FLI Grand Est[34] ;
- FLI Occitan[35] ;
- FLI Nord-Ouest qui comprend la plateforme de Lille et du GIP CYCERON à Caen ;
- FLI IAM (Outils de gestion des données), un hub pour la gestion et l’analyse des images[36].